# Agave striata
Agave striata là một loài thực vật có hoa trong họ Măng tây. Loài này được Zuccarini mô tả khoa học đầu tiên năm 1833.

## Hình ảnh

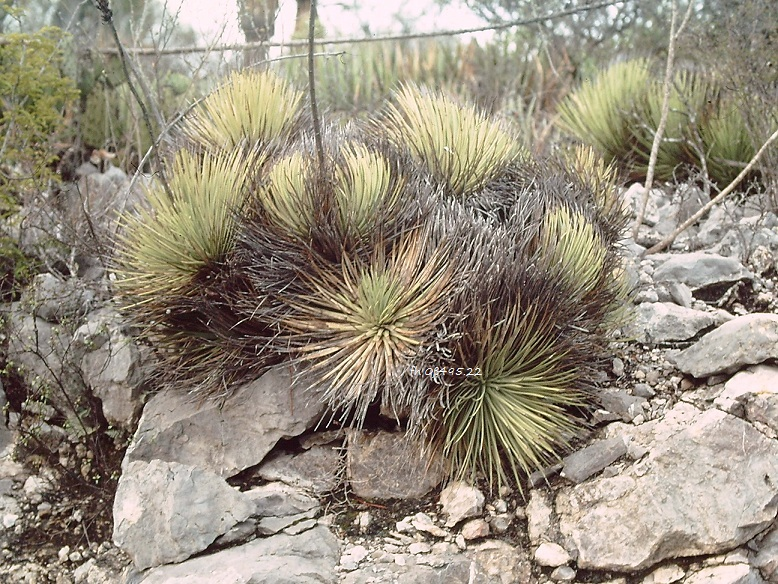
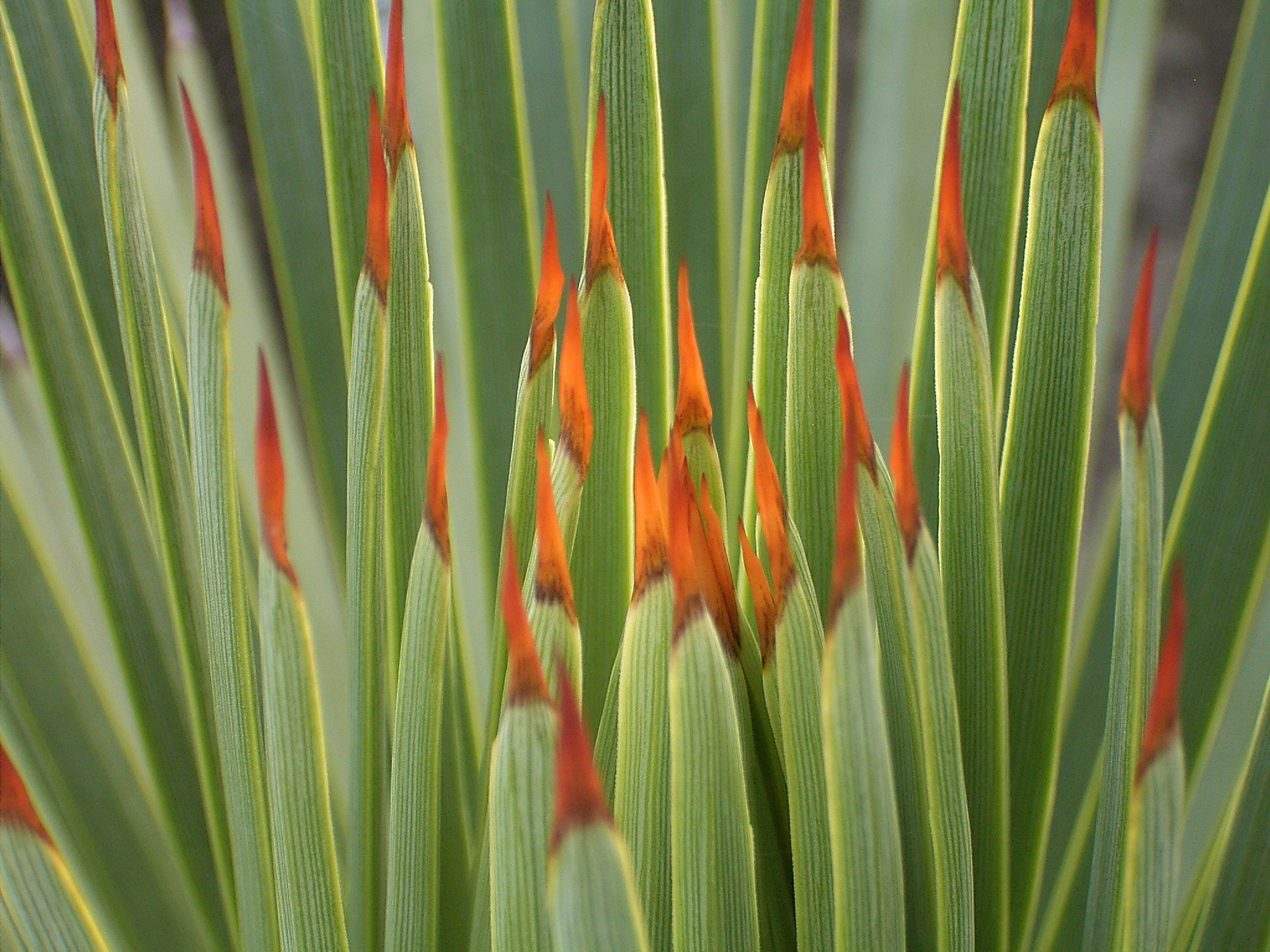
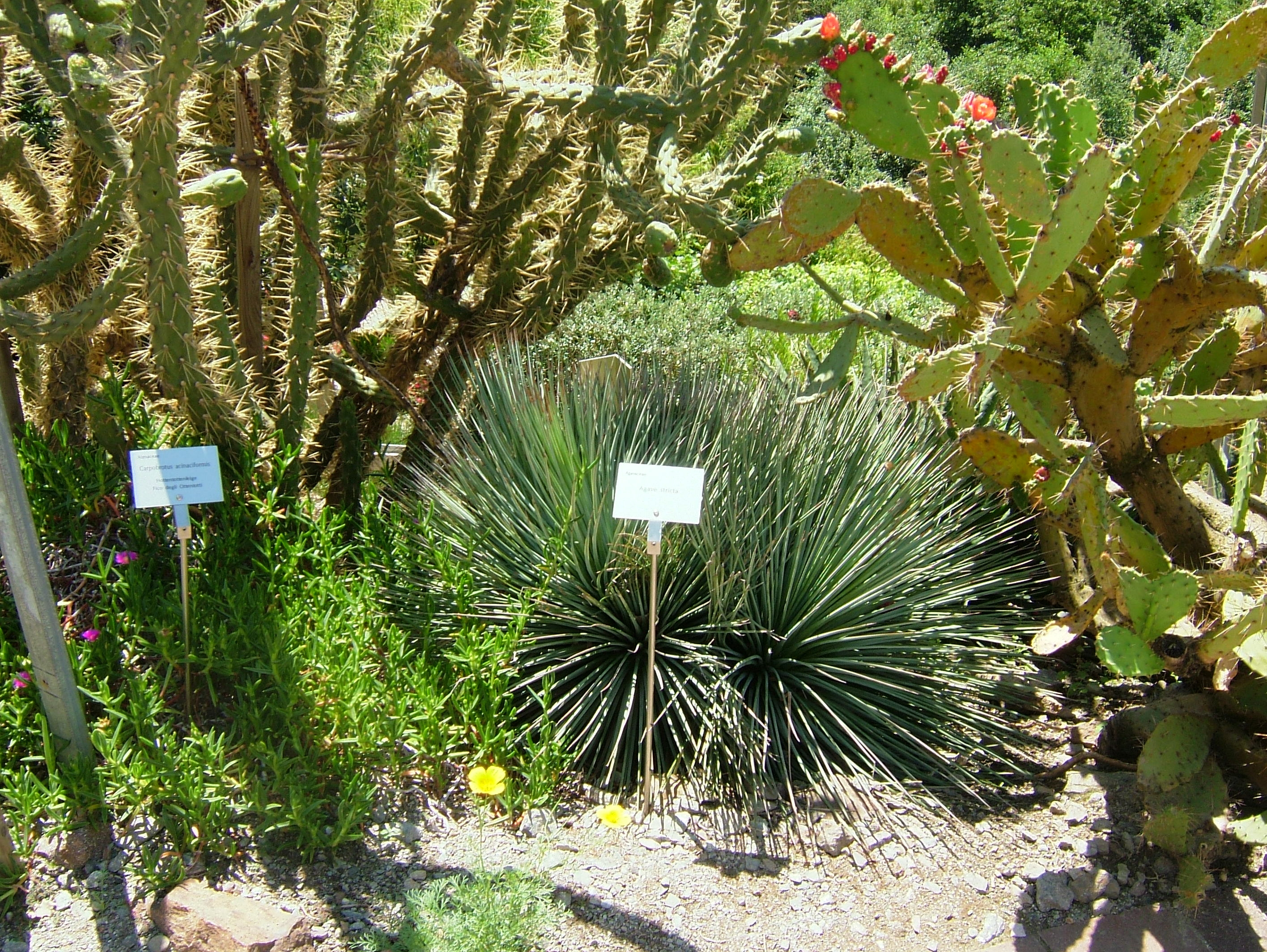
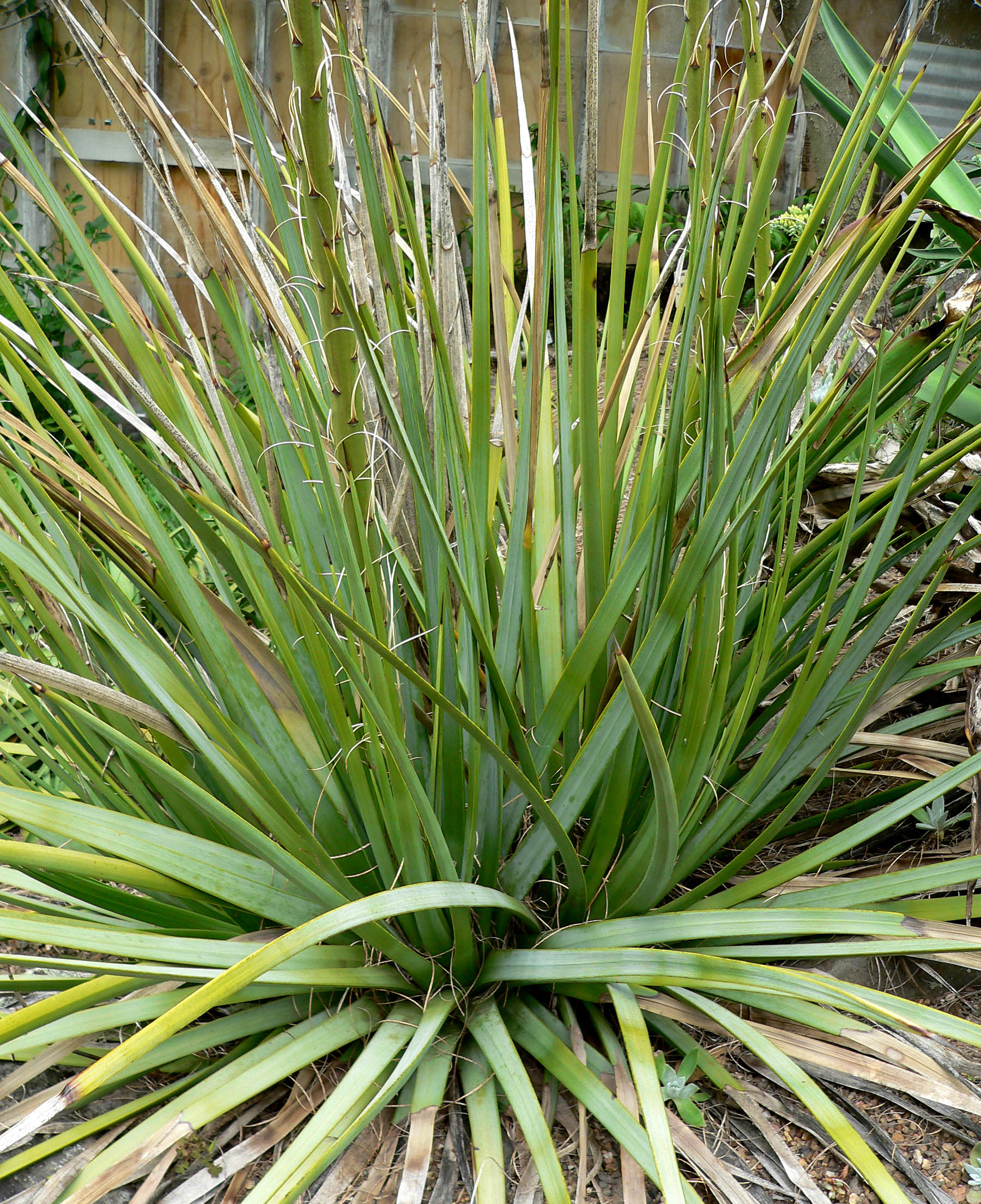